# Bitter Sweet
Bitter Sweet es una opereta en tres actos escrita por Nöel Coward presentada por primera vez en 1929, en el Her Majesty's Theatre en Londres. Funcionó por un gran éxito durante 967 representaciones. El relativamente sencillo argumento —ambientado en el siglo XIX y principios del XX en Inglaterra y el Imperio austrohúngaro, y que trata sobre una joven mujer que se fuga con su profesor de música— es utilizado como gancho para una serie de brillantes números operísticos, muchos de ellos con complejas melodías que tienen fuertes reminiscencias de Gilbert y Sullivan. 
De las canciones del show, la más conocida es, con mucho, «I'll See You Again», utilizada de forma recurrente en toda la obra. Otra canción popular es «If Love Were All». Escasa en cuanto a los memorables diálogos típicos de Coward, Bitter Sweet, no obstante, se destaca por contener algunos de sus mejores musicales y siempre ha alcanzado popularidad en las nuevas representaciones realizadas en todo el mundo, algunas de las cuales han sido grabadas en CD. 
Se filmó en dos ocasiones, en 1933 en blanco y negro (en Gran Bretaña, con Anna Neagle y Fernand Gravet en los papeles principales) y en 1940 en Technicolor por MGM, protagonizada por Jeanette MacDonald y Nelson Eddy. A Coward no le gustó la película de 1940.